# La Corbaz

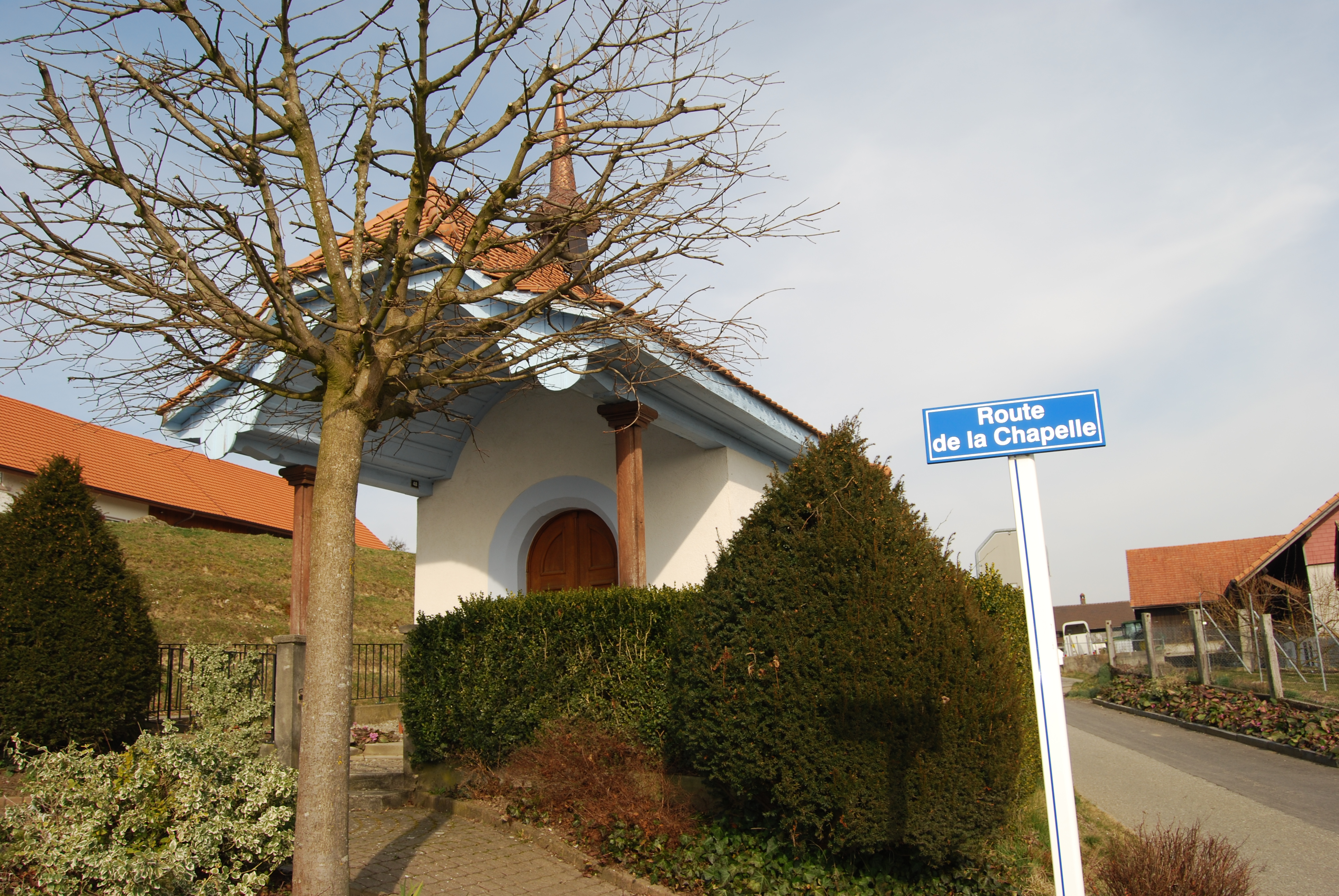
Kapel in La Corbaz

La Corbaz is een dorpskern van de gemeente La Sonnaz. De andere kernen zijn Formangueires, Lossy en Cormagens. Tot 2004 was Cormagens, evenals de andere dorpskernen van La Sonnaz, een van de kleinste gemeentes van het kanton Fribourg met ongeveer 300 inwoners. In 2004 volgde de fusie van deze gemeente met Cormagens en Lossy-Formangueires tot La Sonnaz. Het ligt op 5 kilometer van de stad Fribourg.
Het voormalig agrarisch dorpje bestaat nu hoofdzakelijk uit woonhuizen en zelfs sociale woningbouw. De inwoners werken voornamelijk in kanton Fribourg. De voornaamste economische activiteit in het dorpje is land- en bosbouw.
Op het grondgebied van het dorpje loopt het riviertje Sonnaz. Bovendien loopt de spoorlijn Fribourg-Murten over het grondgebied met een station in het op 2-3 km gelegen Pensier en eveneens 2 tot 3 kilometer verder gelegen station Belfaux.
De eerste in een oorkonde vermelde naam was in 1294 La Corbassieri.